# مقاطعة هاريسون (ميزوري)
مقاطعة هاريسون (بالإنجليزية: Harrison County)‏ هي إحدى المقاطعات في ولاية ميزوري في الولايات المتحدة الأمريكية.